# Mistrovství Evropy ve fotbale 2024
Mistrovství Evropy ve fotbale 2024, známé jako UEFA Euro 2024 či Euro 2024, bylo 17. mistrovství Evropy ve fotbale konané od 14. června do 14. července 2024 v deseti německých městech. Šlo mezinárodní mužský fotbalový turnaj konající se pravidelně každé čtyři roky pořádaný evropskou fotbalovou asociací UEFA. Turnaje se zúčastnilo 24 národních týmů, poprvé se turnaje zúčastnila reprezentace Gruzie.

## Kandidáti na pořadatelství
Nabídky na pořadatelství turnaje mohly být podávány do 3. března 2017. Kandidaturu podaly Německo a Turecko. Dne 27. září 2018 bylo na zasedání UEFA ve švýcarském Nyonu za pořadatele zvoleno Německo.
| Země       | Hlasů |
| ---------- | ----- |
| Německo    | 12    |
| Turecko    | 4     |
| Zdrželo se | 1     |

## Kvalifikace
Německo, jako hostitelská země, se do turnaje kvalifikovalo automaticky. 23 míst se soutěžilo v kvalifikaci, které se účastnilo 53 týmů členských zemí UEFA a která začala v březnu 2023 a skončila v březnu 2024. Přímo z kvalifikace postoupilo 20 týmů, další 3 týmy vzešly z baráže. Kvalifikace se neúčastnil tým Ruska, který UEFA po invazi na Ukrajinu vyřadila ze všech soutěží.

### Kvalifikované týmy
| Země        | Kvalifikace                      | Datum postupu      | Předchozí účast na ME                                                             |
| ----------- | -------------------------------- | ------------------ | --------------------------------------------------------------------------------- |
| Německo     | pořadatel                        | 27. září 2018      | 13 (1972, 1976, 1980, 1984, 1988, 1992, 1996, 2000, 2004, 2008, 2012, 2016, 2020) |
| Belgie      | postup ze skupiny F (z 1. místa) | 13. října 2023     | 6 (1972, 1980, 1984, 2000, 2016, 2020)                                            |
| Francie     | postup ze skupiny B (z 1. místa) | 13. října 2023     | 10 (1960, 1984, 1992, 1996, 2000, 2004, 2008, 2012, 2016, 2020)                   |
| Portugalsko | postup ze skupiny J (z 1. místa) | 13. října 2023     | 8 (1984, 1996, 2000, 2004, 2008, 2012, 2016, 2020)                                |
| Španělsko   | postup ze skupiny A (z 1. místa) | 15. října 2023     | 11 (1964, 1980, 1984, 1988, 1996, 2000, 2004, 2008, 2012, 2016, 2020)             |
| Skotsko     | postup ze skupiny A (z 2. místa) | 15. října 2023     | 3 (1992, 1996, 2020)                                                              |
| Turecko     | postup ze skupiny D (z 1. místa) | 15. října 2023     | 5 (1996, 2000, 2008, 2016, 2020)                                                  |
| Rakousko    | postup ze skupiny F (z 2. místa) | 16. října 2023     | 3 (2008, 2016, 2020)                                                              |
| Anglie      | postup ze skupiny C (z 1. místa) | 17. října 2023     | 10 (1968, 1980, 1988, 1992, 1996, 2000, 2004, 2012, 2016, 2020)                   |
| Maďarsko    | postup ze skupiny G (z 1. místa) | 16. listopadu 2023 | 4 (1964, 1972, 2016, 2020)                                                        |
| Slovensko   | postup ze skupiny J (z 2. místa) | 16. listopadu 2023 | 2 (2016, 2020)                                                                    |
| Albánie     | postup ze skupiny E (z 1. místa) | 17. listopadu 2023 | 1 (2016)                                                                          |
| Dánsko      | postup ze skupiny H (z 1. místa) | 17. listopadu 2023 | 9 (1964, 1984, 1988, 1992, 1996, 2000, 2004, 2012, 2020)                          |
| Nizozemsko  | postup ze skupiny B (z 2. místa) | 18. listopadu 2023 | 10 (1976, 1980, 1988, 1992, 1996, 2000, 2004, 2008, 2012, 2020)                   |
| Rumunsko    | postup ze skupiny I (z 1. místa) | 18. listopadu 2023 | 5 (1984, 1996, 2000, 2008, 2016)                                                  |
| Švýcarsko   | postup ze skupiny I (z 2. místa) | 18. listopadu 2023 | 5 (1996, 2004, 2008, 2016, 2020)                                                  |
| Srbsko      | postup ze skupiny G (z 2. místa) | 19. listopadu 2023 | 5 (1960, 1968, 1976, 1984, 2000)                                                  |
| Česko       | postup ze skupiny E (z 2. místa) | 20. listopadu 2023 | 10 (1960, 1976, 1980, 1996, 2000, 2004, 2008, 2012, 2016, 2020)                   |
| Itálie      | postup ze skupiny C (z 2. místa) | 20. listopadu 2023 | 10 (1968, 1980, 1988, 1996, 2000, 2004, 2008, 2012, 2016, 2020)                   |
| Slovinsko   | postup ze skupiny H (z 2. místa) | 20. listopadu 2023 | 1 (2000)                                                                          |
| Chorvatsko  | postup ze skupiny D (z 2. místa) | 21. listopadu 2023 | 6 (2000, 1996, 2004, 2008, 2012, 2016, 2020)                                      |
| Gruzie      | postup z Play-off Ligy C         | 26. března 2024    | 0 (1. účast)                                                                      |
| Ukrajina    | postup z Play-off Ligy B         | 26. března 2024    | 3 (2012, 2016, 2020)                                                              |
| Polsko      | postup z Play-off Ligy A         | 26. března 2024    | 4 (2008, 2012, 2016, 2020)                                                        |

1. ↑  Kurzívou je vyznačen pořadatel daného ročníku.
2. ↑  Tučně je vyznačen vítěz daného ročníku.
3. ↑  Do r. 1990 jako Západní Německo
4. ↑  Do r. 2006 jako Jugoslávie
5. ↑  Do roku 1992 jako Československo

## Stadiony
| Berlín                                | Mnichov | Dortmund                               | Gelsenkirchen                       |
| ------------------------------------- | --- | -------------------------------------- | ----------------------------------- |
| Olympiastadion                        | Fußball Arena München | Westfalenstadion                       | Arena AufSchalke                    |
| 52°30′53″ s. š., 13°14′22″ v. d.      | 48°13′7,59″ s. š., 11°37′29,11″ v. d.                                                                                           | 51°29′33,25″ s. š., 7°27′6,63″ v. d.   | 51°33′16,21″ s. š., 7°4′3,32″ v. d. |
| Kapacita: 70 033                      | Kapacita: 66 026 | Kapacita: 61 524                       | Kapacita: 49 471                    |
|                                       | |                                        |                                     |
|                                       | Berlín Mnichov Dortmund Gelsenkirchen Stuttgart Hamburk Düsseldorf Kolín nad Rýnem Lipsko Frankfurt Stadiony ME ve fotbale 2024 |                                        |                                     |
| Stuttgart                             | Hamburk |                                        |                                     |
| Stuttgart Arena                       | Volksparkstadion |                                        |                                     |
| 48°47′32,17″ s. š., 9°13′55,31″ v. d. | 53°35′13,77″ s. š., 9°53′55,02″ v. d.                                                                                           |                                        |                                     |
| Kapacita: 50 998                      | Kapacita: 50 215 |                                        |                                     |
|                                       | |                                        |                                     |
|                                       | |                                        |                                     |
| Düsseldorf                            | Kolín nad Rýnem | Lipsko                                 | Frankfurt                           |
| Düsseldorf Arena                      | Cologne Stadium | Leipzig Stadium                        | Frankfurt Arena                     |
| 51°15′41″ s. š., 6°43′59″ v. d.       | 50°56′0,59″ s. š., 6°52′29,99″ v. d.                                                                                            | 51°20′44,86″ s. š., 12°20′53,59″ v. d. | 50°4′6,86″ s. š., 8°38′43,65″ v. d. |
| Kapacita: 46 264                      | Kapacita: 46 922 | Kapacita: 46 635                       | Kapacita: 48 057                    |
|                                       | |                                        |                                     |

## Los základních skupin

### Nasazení
Týmy byly rozděleny do košů následujícím způsobem:
| Tým         | Poř. |
| ----------- | ---- |
| Německo     | –    |
| Portugalsko | 1    |
| Francie     | 2    |
| Španělsko   | 3    |
| Belgie      | 4    |
| Anglie      | 5    |

| Tým      | Poř. |
| -------- | ---- |
| Maďarsko | 6    |
| Turecko  | 7    |
| Rumunsko | 8    |
| Dánsko   | 9    |
| Albánie  | 10   |
| Rakousko | 11   |

| Tým        | Poř. |
| ---------- | ---- |
| Nizozemsko | 12   |
| Skotsko    | 13   |
| Chorvatsko | 14   |
| Slovinsko  | 15   |
| Slovensko  | 16   |
| Česko      | 17   |

| Tým            | Poř. |
| -------------- | ---- |
| Itálie         | 18   |
| Srbsko         | 19   |
| Švýcarsko      | 20   |
| vítěz baráže A | –    |
| vítěz baráže B | –    |
| vítěz baráže C | –    |

### Los
| Poz | Tým       |
| --- | --------- |
| A1  | Německo   |
| A2  | Skotsko   |
| A3  | Maďarsko  |
| A4  | Švýcarsko |

| Poz | Tým        |
| --- | ---------- |
| B1  | Španělsko  |
| B2  | Chorvatsko |
| B3  | Itálie     |
| B4  | Albánie    |

| Poz | Tým       |
| --- | --------- |
| C1  | Slovinsko |
| C2  | Dánsko    |
| C3  | Srbsko    |
| C4  | Anglie    |

| Poz | Tým        |
| --- | ---------- |
| D1  | Polsko     |
| D2  | Nizozemsko |
| D3  | Rakousko   |
| D4  | Francie    |

| Poz | Tým       |
| --- | --------- |
| E1  | Belgie    |
| E2  | Slovensko |
| E3  | Rumunsko  |
| E4  | Ukrajina  |

| Poz | Tým         |
| --- | ----------- |
| F1  | Turecko     |
| F2  | Gruzie      |
| F3  | Portugalsko |
| F4  | Česko       |

## Rozhodčí
V dubnu 2024 bylo vybráno 19 týmů rozhodčích, kteří budou řídit 51 zápasů turnaje, včetně argentinského týmu vybraného v rámci dohody o spolupráci mezi konfederacemi UEFA a CONMEBOL.
| Země        | Rozhodčí          | Asistent rozhodčího                          | Přidělené zápasy |
| ----------- | ----------------- | -------------------------------------------- | --- |
| Argentina   | Facundo Tello     | Gabriel Chade Ezequiel Brailovsky            | Turecko - Gruzie (skupina F) Skotsko - Maďarsko (skupina A)                                                                           |
| Anglie      | Michael Oliver    | Stuart Burt Dan Cook                         | Španělsko - Chorvatsko (skupina B) Slovensko - Ukrajina (skupina E) Německo - Dánsko (osmifinále) Portugalsko - Francie (Čtvrtfinále) |
| Anglie      | Anthony Taylor    | Gary Beswick Adam Nunn                       | Nizozemsko - Francie (skupina D) Ukrajina - Belgie (skupina E) Španělsko - Německo (Čtvrtfinále)                                      |
| Francie     | François Letexier | Cyril Mugnier Mehdi Rahmouni                 | Chorvatsko - Albánie (skupina B) Dánsko - Srbsko (skupina C) Španělsko - Gruzie (Osmifinále) Španělsko - Anglie (Finále)              |
| Francie     | Clément Turpin    | Nicolas Danos Benjamin Pages                 | Německo - Skotsko (skupina A) Anglie - Slovinsko (skupina C) Nizozemsko - Turecko (Čtvrtfinále)                                       |
| Německo     | Daniel Siebert    | Jan Seidel Rafael Foltyn                     | Gruzie - Česko (skupina F) Slovensko - Rumunsko (skupina E)                                                                           |
| Německo     | Felix Zwayer      | Stefan Lupp Marco Achmüller                  | Itálie - Albánie (skupina B) Turecko - Portugalsko (skupina F) Rumunsko - Nizozemsko (Osmifinále) Nizozemsko - Anglie (Semifinále)    |
| Itálie      | Marco Guida       | Filippo Meli Giorgio Peretti                 | Portugalsko - Česko (skupina F) Francie - Polsko (skupina D)                                                                          |
| Itálie      | Daniele Orsato    | Ciro Carbone Alessandro Giallatini           | Srbsko - Anglie (skupina C) Švýcarsko - Německo (skupina A) Portugalsko - Slovinsko (osmifinále) Anglie - Švýcarsko (Čtvrtfinále)     |
| Nizozemsko  | Danny Makkelie    | Hessel Steegstra Jan de Vries                | Německo - Maďarsko (skupina A) Chorvatsko - Itálie (skupina B)                                                                        |
| Polsko      | Szymon Marciniak  | Tomasz Listkiewicz Adam Kupsik               | Belgie - Rumunsko (skupina E) Švýcarsko - Itálie (Osmifinále)                                                                         |
| Portugalsko | Artur Soares Dias | Paulo Soares Pedro Ribeiro                   | Polsko - Nizozemsko (skupina D) Dánsko - Anglie (skupina C) Rakousko - Turecko (Osmifinále)                                           |
| Rumunsko    | István Kovács     | Vasile Florin Marinescu Mihai Ovidiu Artene  | Slovinsko - Srbsko (skupina C) Česko - Turecko (skupina F)                                                                            |
| Slovensko   | Ivan Kružliak     | Branislav Hancko Jan Pozor                   | Skotsko - Švýcarsko (skupina A) Nizozemsko - Rakousko (skupina D)                                                                     |
| Slovinsko   | Slavko Vinčić     | Tomaž Klančnik Andraž Kovačič                | Maďarsko - Švýcarsko (skupina A) Španělsko - Itálie (skupina B) Španělsko - Francie (Semifinále)                                      |
| Španělsko   | Jesús Gil Manzano | Diego Barbero Sevilla Ángel Nevado Rodriguez | Rakousko - Francie (skupina D) |
| Švédsko     | Glenn Nyberg      | Mahbod Beigi Andreas Söderkvist              | Rumunsko - Ukrajina (skupina E) Albánie - Španělsko (skupina B) Francie - Belgie (Osmifinále)                                         |
| Švýcarsko   | Sandro Schärer    | Stéphane de Almeida Bekim Zogaj              | Slovinsko - Dánsko (skupina C) Gruzie - Portugalsko (skupina F)                                                                       |
| Turecko     | Halil Umut Meler  | Mustafa Emre Eyisoy Kerem Ersoy              | Belgie - Slovensko (skupina E) Polsko - Rakousko (skupina D) Anglie - Slovensko (Osmifinále)                                          |

Kromě toho UEFA oznámila dvacet videorozhodčích a dvanáct pomocných rozhodčích (kteří budou působit jako čtvrtý rozhodčí nebo náhradní asistent rozhodčího).
| Země        | Rozhodčí                                            |
| ----------- | --------------------------------------------------- |
| Anglie      | Stuart Attwell David Coote                          |
| Francie     | Jérôme Brisard Willy Delajod                        |
| Německo     | Bastian Dankert Christian Dingert Marco Fritz       |
| Itálie      | Massimiliano Irrati Paolo Valeri                    |
| Nizozemsko  | Rob Dieperink Pol van Boekel                        |
| Polsko      | Bartosz Frankowski Tomasz Kwiatkowski               |
| Rumunsko    | Catalin Popa                                        |
| Slovinsko   | Nejc Kajtazovič                                     |
| Portugalsko | Tiago Martins                                       |
| Španělsko   | Alejandro Hernández Hernández Juan Martínez Munuera |
| Švýcarsko   | Fedayi San                                          |
| Turecko     | Alper Ulusoy                                        |

| Země                | Čtvrtí rozhodčí  | Rezervní asistenti rozhodčího |
| ------------------- | ---------------- | ----------------------------- |
| Bosna a Hercegovina | Irfan Peljto     | Senad Ibrišimbegović          |
| Litva               | Donatas Rumšas   | Aleksandr Radiuš              |
| Nizozemsko          | Serdar Gözübüyük | Johan Balder                  |
| Norsko              | Espen Eskås      | Jan Erik Engan                |
| Slovinsko           | Rade Obrenović   | Jure Praprotnik               |
| Ukrajina            | Mykola Balakin   | Oleksandr Berkut              |

## Skupinová fáze
Všechny časy zápasů jsou uvedeny ve středoevropském letním čase (UTC +2).

### Zápasy
| Vysvětlivky                                                          |
| -------------------------------------------------------------------- |
| Týmy z prvních a druhých míst postoupily do osmifinále               |
| Čtyři nejlépe umístěné týmy ze třetích míst postoupily do osmifinále |

#### Skupina A
| Tým       | Z | V | R | P | VG | IG | +/- | B |
| --------- | - | - | - | - | -- | -- | --- | - |
| Německo   | 3 | 2 | 1 | 0 | 8  | 2  | +6  | 7 |
| Švýcarsko | 3 | 1 | 2 | 0 | 5  | 3  | +2  | 5 |
| Maďarsko  | 3 | 1 | 0 | 2 | 2  | 5  | -3  | 3 |
| Skotsko   | 3 | 0 | 1 | 2 | 2  | 7  | -5  | 1 |

| 14. června 2024 21:00                                             |       |                   |                                                                        |
| Německo                                                           | 5 : 1 | Skotsko           | Fußball Arena München, Mnichov diváci: 65 052 rozhodčí: Clément Turpin |
| Wirtz 10' Musiala 19' Havertz 45+1' (pen.) Füllkrug 68' Can 90+3' |       | 87' (vl.) Rüdiger | Fußball Arena München, Mnichov diváci: 65 052 rozhodčí: Clément Turpin |

| 15. června 2024 15:00 |       |                                     |                                                                         |
| Maďarsko              | 1 : 3 | Švýcarsko                           | Cologne Stadium, Kolín nad Rýnem diváci: 41 676 rozhodčí: Slavko Vinčić |
| Varga 66'             |       | 14' Duah 45' Aebischer 90+3' Embolo | Cologne Stadium, Kolín nad Rýnem diváci: 41 676 rozhodčí: Slavko Vinčić |

| 19. června 2024 18:00    |       |          |                                                                    |
| Německo                  | 2 : 0 | Maďarsko | Stuttgart Arena, Stuttgart diváci: 54 000 rozhodčí: Danny Makkelie |
| Musiala 22' Gündoğan 67' |       |          | Stuttgart Arena, Stuttgart diváci: 54 000 rozhodčí: Danny Makkelie |

| 19. června 2024 21:00 |       |             |                                                                         |
| Skotsko               | 1 : 1 | Švýcarsko   | Cologne Stadium, Kolín nad Rýnem diváci: 42 711 rozhodčí: Ivan Kružliak |
| McTominay 13'         |       | 26' Shaqiri | Cologne Stadium, Kolín nad Rýnem diváci: 42 711 rozhodčí: Ivan Kružliak |

| 23. června 2024 21:00 |       |                |                                                                            |
| Švýcarsko             | 1 : 1 | Německo        | Waldstadion, Frankfurt nad Mohanem diváci: 46 685 rozhodčí: Daniele Orsato |
| Ndoye 28'             |       | 90+2' Füllkrug | Waldstadion, Frankfurt nad Mohanem diváci: 46 685 rozhodčí: Daniele Orsato |

| 23. června 2024 21:00 |       |                |                                                                   |
| Skotsko               | 0 : 1 | Maďarsko       | Stuttgart Arena, Stuttgart diváci: 54 000 rozhodčí: Facundo Tello |
|                       |       | 90+10' Csoboth | Stuttgart Arena, Stuttgart diváci: 54 000 rozhodčí: Facundo Tello |

#### Skupina B
| Tým        | Z | V | R | P | VG | IG | +/- | B |
| ---------- | - | - | - | - | -- | -- | --- | - |
| Španělsko  | 3 | 3 | 0 | 0 | 5  | 0  | +5  | 9 |
| Itálie     | 3 | 1 | 1 | 1 | 3  | 3  | 0   | 4 |
| Chorvatsko | 3 | 0 | 2 | 1 | 3  | 6  | -3  | 2 |
| Albánie    | 3 | 0 | 1 | 2 | 3  | 5  | -2  | 1 |

| 15. června 2024 18:00                |       |              |                                                                |
| Španělsko                            | 3 : 0 | Chorvatsko   | Olympiastadion, Berlín diváci: 68 844 rozhodčí: Michael Oliver |
| Morata 29' Fabián 32' Carvajal 45+2' |       | 80' Petković | Olympiastadion, Berlín diváci: 68 844 rozhodčí: Michael Oliver |

| 15. června 2024 21:00   |       |            |                                                                  |
| Itálie                  | 2 : 1 | Albánie    | Westfalenstadion, Dortmund diváci: 60 512 rozhodčí: Felix Zwayer |
| Bastoni 11' Barella 16' |       | 1' Bajrami | Westfalenstadion, Dortmund diváci: 60 512 rozhodčí: Felix Zwayer |

| 19. června 2024 15:00          |       |                        |                                                                      |
| Chorvatsko                     | 2 : 2 | Albánie                | Volksparkstadion, Hamburk diváci: 46 784 rozhodčí: François Letexier |
| Kramarić 74' Gjasula 76' (vl.) |       | 11' Laçi 90+5' Gjasula | Volksparkstadion, Hamburk diváci: 46 784 rozhodčí: François Letexier |

| 20. června 2024 21:00 |       |        |                                                                        |
| Španělsko             | 1 : 0 | Itálie | Arena AufSchalke, Gelsenkirchen diváci: 49 528 rozhodčí: Slavko Vinčić |
| Calafiori 55' (vl.)   |       |        | Arena AufSchalke, Gelsenkirchen diváci: 49 528 rozhodčí: Slavko Vinčić |

| 24. června 2024 21:00 |       |            |                                                                    |
| Albánie               | 0 : 1 | Španělsko  | Düsseldorf Arena, Düsseldorf diváci: 46 586 rozhodčí: Glenn Nyberg |
|                       |       | 13' Torres | Düsseldorf Arena, Düsseldorf diváci: 46 586 rozhodčí: Glenn Nyberg |

| 24. června 2024 21:00 |       |                |                                                                 |
| Chorvatsko            | 1 : 1 | Itálie         | Leipzig Stadium, Lipsko diváci: 38 322 rozhodčí: Danny Makkelie |
| Modrić 54', 55'       |       | 90+8' Zaccagni | Leipzig Stadium, Lipsko diváci: 38 322 rozhodčí: Danny Makkelie |

#### Skupina C
| Tým       | Z | V | R | P | VG | IG | +/- | B |
| --------- | - | - | - | - | -- | -- | --- | - |
| Anglie    | 3 | 1 | 2 | 0 | 2  | 1  | +1  | 5 |
| Dánsko    | 3 | 0 | 3 | 0 | 2  | 2  | 0   | 3 |
| Slovinsko | 3 | 0 | 3 | 0 | 2  | 2  | 0   | 3 |
| Srbsko    | 3 | 0 | 2 | 1 | 1  | 2  | -1  | 2 |

1. 1 2  Body disciplíny: Dánsko −6, Slovinsko −7.

| 16. června 2024 18:00 |       |             |                                                                    |
| Slovinsko             | 1 : 1 | Dánsko      | Stuttgart Arena, Stuttgart diváci: 54 000 rozhodčí: Sandro Schärer |
| Janža 77'             |       | 17' Eriksen | Stuttgart Arena, Stuttgart diváci: 54 000 rozhodčí: Sandro Schärer |

| 16. června 2024 21:00 |       |                |                                                                         |
| Srbsko                | 0 : 1 | Anglie         | Arena AufSchalke, Gelsenkirchen diváci: 48 953 rozhodčí: Daniele Orsato |
|                       |       | 13' Bellingham | Arena AufSchalke, Gelsenkirchen diváci: 48 953 rozhodčí: Daniele Orsato |

| 20. června 2024 15:00 |       |             |                                                                       |
| Slovinsko             | 1 : 1 | Srbsko      | Fußball Arena München, Mnichov diváci: 63 028 rozhodčí: István Kovács |
| Karničnik 69'         |       | 90+5' Jović | Fußball Arena München, Mnichov diváci: 63 028 rozhodčí: István Kovács |

| 20. června 2024 18:00 |       |          |                                                                                   |
| Dánsko                | 1 : 1 | Anglie   | Frankfurt Arena, Frankfurt nad Mohanem diváci: 46 177 rozhodčí: Artur Soares Dias |
| Hjulmand 34'          |       | 18' Kane | Frankfurt Arena, Frankfurt nad Mohanem diváci: 46 177 rozhodčí: Artur Soares Dias |

| 25. června 2024 21:00 |       |           |                                                                          |
| Anglie                | 0 : 0 | Slovinsko | Cologne Stadium, Kolín nad Rýnem diváci: 41 536 rozhodčí: Clément Turpin |
|                       |       |           | Cologne Stadium, Kolín nad Rýnem diváci: 41 536 rozhodčí: Clément Turpin |

| 25. června 2024 21:00 |       |        |                                                                           |
| Dánsko                | 0 : 0 | Srbsko | Fußball Arena München, Mnichov diváci: 64 288 rozhodčí: François Letexier |
|                       |       |        | Fußball Arena München, Mnichov diváci: 64 288 rozhodčí: François Letexier |

#### Skupina D
| Tým        | Z | V | R | P | VG | IG | +/- | B |
| ---------- | - | - | - | - | -- | -- | --- | - |
| Rakousko   | 3 | 2 | 0 | 1 | 6  | 4  | +2  | 6 |
| Francie    | 3 | 1 | 2 | 0 | 2  | 1  | +1  | 5 |
| Nizozemsko | 3 | 1 | 1 | 1 | 4  | 4  | 0   | 4 |
| Polsko     | 3 | 0 | 1 | 2 | 3  | 6  | -3  | 1 |

| 16. června 2024 15:00 |       |                        |                                                                      |
| Polsko                | 1 : 2 | Nizozemsko             | Volksparkstadion, Hamburk diváci: 48 117 rozhodčí: Artur Soares Dias |
| Buksa 16'             |       | 29' Gakpo 83' Weghorst | Volksparkstadion, Hamburk diváci: 48 117 rozhodčí: Artur Soares Dias |

| 17. června 2024 21:00 |       |                 |                                                                         |
| Rakousko              | 0 : 1 | Francie         | Düsseldorf Arena, Düsseldorf diváci: 46 425 rozhodčí: Jesús Gil Manzano |
|                       |       | 38' (vl.) Wöber | Düsseldorf Arena, Düsseldorf diváci: 46 425 rozhodčí: Jesús Gil Manzano |

| 21. června 2024 18:00 |       |                                                  |                                                                  |
| Polsko                | 1 : 3 | Rakousko                                         | Olympiastadion, Berlín diváci: 69 455 rozhodčí: Halil Umut Meler |
| Piątek 30'            |       | 9' Trauner 66' Baumgartner 78' (pen.) Arnautović | Olympiastadion, Berlín diváci: 69 455 rozhodčí: Halil Umut Meler |

| 21. června 2024 21:00 |       |         |                                                                 |
| Nizozemsko            | 0 : 0 | Francie | Leipzig Stadium, Lipsko diváci: 38 531 rozhodčí: Anthony Taylor |
|                       |       |         | Leipzig Stadium, Lipsko diváci: 38 531 rozhodčí: Anthony Taylor |

| 25. června 2024 18:00 |       |                                        |                                                               |
| Nizozemsko            | 2 : 3 | Rakousko                               | Olympiastadion, Berlín diváci: 68 363 rozhodčí: Ivan Kružliak |
| Gakpo 47' Depay 75'   |       | 6' (vl.) Malen 59' Schmid 81' Sabitzer | Olympiastadion, Berlín diváci: 68 363 rozhodčí: Ivan Kružliak |

| 25. června 2024 18:00 |       |                        |                                                                 |
| Francie               | 1 : 1 | Polsko                 | Westfalenstadion, Dortmund diváci: 59 728 rozhodčí: Marco Guida |
| Mbappé 56' (pen.)     |       | 79' (pen.) Lewandowski | Westfalenstadion, Dortmund diváci: 59 728 rozhodčí: Marco Guida |

#### Skupina E
| Tým       | Z | V | R | P | VG | IG | +/- | B |
| --------- | - | - | - | - | -- | -- | --- | - |
| Rumunsko  | 3 | 1 | 1 | 1 | 4  | 3  | +1  | 4 |
| Belgie    | 3 | 1 | 1 | 1 | 2  | 1  | +1  | 4 |
| Slovensko | 3 | 1 | 1 | 1 | 3  | 3  | 0   | 4 |
| Ukrajina  | 3 | 1 | 1 | 1 | 2  | 4  | -2  | 4 |

| 17. června 2024 15:00               |       |          |                                                                      |
| Rumunsko                            | 3 : 0 | Ukrajina | Fußball Arena München, Mnichov diváci: 61 591 rozhodčí: Glenn Nyberg |
| Stanciu 29' R. Marin 53' Drăguș 57' |       |          | Fußball Arena München, Mnichov diváci: 61 591 rozhodčí: Glenn Nyberg |

| 17. června 2024 18:00 |       |            |                                                                                  |
| Belgie                | 0 : 1 | Slovensko  | Frankfurt Arena, Frankfurt nad Mohanem diváci: 45 181 rozhodčí: Halil Umut Meler |
|                       |       | 7' Schranz | Frankfurt Arena, Frankfurt nad Mohanem diváci: 45 181 rozhodčí: Halil Umut Meler |

| 21. června 2024 15:00 |       |                            |                                                                      |
| Slovensko             | 1 : 2 | Ukrajina                   | Düsseldorf Arena, Düsseldorf diváci: 43 910 rozhodčí: Michael Oliver |
| Schranz 17'           |       | 68' Šapanenko 80' Jaremčuk | Düsseldorf Arena, Düsseldorf diváci: 43 910 rozhodčí: Michael Oliver |

| 22. června 2024 21:00      |       |          |                                                                            |
| Belgie                     | 2 : 0 | Rumunsko | Cologne Stadium, Kolín nad Rýnem diváci: 42 535 rozhodčí: Szymon Marciniak |
| Tielemans 2' De Bruyne 80' |       |          | Cologne Stadium, Kolín nad Rýnem diváci: 42 535 rozhodčí: Szymon Marciniak |

| 26. června 2024 18:00 |       |                     |                                                                                |
| Slovensko             | 1 : 1 | Rumunsko            | Frankfurt Arena, Frankfurt nad Mohanem diváci: 45 033 rozhodčí: Daniel Siebert |
| Duda 24'              |       | 37' (pen.) R. Marin | Frankfurt Arena, Frankfurt nad Mohanem diváci: 45 033 rozhodčí: Daniel Siebert |

| 26. června 2024 18:00 |       |        |                                                                    |
| Ukrajina              | 0 : 0 | Belgie | Stuttgart Arena, Stuttgart diváci: 54 000 rozhodčí: Anthony Taylor |
|                       |       |        | Stuttgart Arena, Stuttgart diváci: 54 000 rozhodčí: Anthony Taylor |

#### Skupina F
| Tým         | Z | V | R | P | VG | IG | +/- | B |
| ----------- | - | - | - | - | -- | -- | --- | - |
| Portugalsko | 3 | 2 | 0 | 1 | 5  | 3  | +2  | 6 |
| Turecko     | 3 | 2 | 0 | 1 | 5  | 5  | 0   | 6 |
| Gruzie      | 3 | 1 | 1 | 1 | 4  | 4  | 0   | 4 |
| Česko       | 3 | 0 | 1 | 2 | 3  | 5  | -2  | 1 |

| 18. června 2024 18:00                 |       |                |                                                                   |
| Turecko                               | 3 : 1 | Gruzie         | Westfalenstadion, Dortmund diváci: 59 127 rozhodčí: Facundo Tello |
| Müldür 25' Güler 65' Aktürkoğlu 90+7' |       | 32' Mikautadze | Westfalenstadion, Dortmund diváci: 59 127 rozhodčí: Facundo Tello |

| 18. června 2024 21:00            |       |            |                                                              |
| Portugalsko                      | 2 : 1 | Česko      | Leipzig Stadium, Lipsko diváci: 38 421 rozhodčí: Marco Guida |
| Hranáč 69' (vl.) Conceição 90+2' |       | 62' Provod | Leipzig Stadium, Lipsko diváci: 38 421 rozhodčí: Marco Guida |

| 22. června 2024 15:00 |       |            |                                                                   |
| Gruzie                | 1 : 1 | Česko      | Volksparkstadion, Hamburk diváci: 46 524 rozhodčí: Daniel Siebert |
| Mikautadze 45+4'      |       | 59' Schick | Volksparkstadion, Hamburk diváci: 46 524 rozhodčí: Daniel Siebert |

| 22. června 2024 18:00 |       |                                              |                                                                  |
| Turecko               | 0 : 3 | Portugalsko                                  | Westfalenstadion, Dortmund diváci: 61 047 rozhodčí: Felix Zwayer |
|                       |       | 21' B. Silva 28' (vl.) Akaydin 56' Fernandes | Westfalenstadion, Dortmund diváci: 61 047 rozhodčí: Felix Zwayer |

| 26. června 2024 21:00                  |       |             |                                                                         |
| Gruzie                                 | 2 : 0 | Portugalsko | Arena AufSchalke, Gelsenkirchen diváci: 49 616 rozhodčí: Sandro Schärer |
| Kvaracchelija 2' Mikautadze 57' (pen.) |       |             | Arena AufSchalke, Gelsenkirchen diváci: 49 616 rozhodčí: Sandro Schärer |

| 26. června 2024 21:00 |       |                            |                                                                  |
| Česko                 | 1 : 2 | Turecko                    | Volksparkstadion, Hamburk diváci: 47 683 rozhodčí: István Kovács |
| Souček 66'            |       | 51' Çalhanoğlu 90+4' Tosun | Volksparkstadion, Hamburk diváci: 47 683 rozhodčí: István Kovács |

#### Žebříček týmů na třetích místech
| Sk. | Tým        | Z | V | R | P | VG | IG | +/- | B |
| --- | ---------- | - | - | - | - | -- | -- | --- | - |
| D   | Nizozemsko | 3 | 1 | 1 | 1 | 4  | 4  | 0   | 4 |
| F   | Gruzie     | 3 | 1 | 1 | 1 | 4  | 4  | 0   | 4 |
| E   | Slovensko  | 3 | 1 | 1 | 1 | 3  | 3  | 0   | 4 |
| C   | Slovinsko  | 3 | 0 | 3 | 0 | 2  | 2  | 0   | 3 |
| A   | Maďarsko   | 3 | 1 | 0 | 2 | 2  | 5  | -3  | 3 |
| B   | Chorvatsko | 3 | 0 | 2 | 1 | 3  | 6  | -3  | 2 |

Kritéria pro vyhodnocení tabulky: 
1) body, 2) rozdíl vstřelených a inkasovaných gólů, 3) počet vstřelených gólů, 4) počet vítězství, 5) nižší počet disciplinárních bodů, 6) celkové pořadí v kvalifikaci na ME 2024.
1. 1 2  Body disciplíny: Nizozemsko −2, Gruzie −6.

## Vyřazovací fáze

### Pavouk
|  | Osmifinále                    | Osmifinále               |                         |       | Čtvrtfinále | Čtvrtfinále |  |  | Semifinále | Semifinále |  |  | Finále | Finále |
|  |                               |                          |                         |       |             |             |  |  |            |            |  |  |        |        |
|  | 30. června – Kolín n. R.      |                          |                         |       |             |             |  |  |            |            |  |  |        |        |
|  |                               |                          |                         |       |             |             |  |  |            |            |  |  |        |        |
|  | Španělsko                     | 4                        |                         |       |             |             |  |  |            |            |  |  |        |        |
|  | Španělsko                     | 4                        | 5. července – Stuttgart |       |             |             |  |  |            |            |  |  |        |        |
|  | Gruzie                        | 1                        |                         |       |             |             |  |  |            |            |  |  |        |        |
|  | Gruzie                        | 1                        | Španělsko (pp.)         | 2     |             |             |  |  |            |            |  |  |        |        |
|  | 29. června – Dortmund         |                          | Španělsko (pp.)         | 2     |             |             |  |  |            |            |  |  |        |        |
|  |                               | Německo                  | 1                       |       |             |             |  |  |            |            |  |  |        |        |
|  | Německo                       | Německo                  | 1                       | 2     |             |             |  |  |            |            |  |  |        |        |
|  | Německo                       |                          | 9. července – Mnichov   | 2     |             |             |  |  |            |            |  |  |        |        |
|  | Dánsko                        | 0                        |                         |       |             |             |  |  |            |            |  |  |        |        |
|  | Dánsko                        | 0                        | Španělsko               | 2     |             |             |  |  |            |            |  |  |        |        |
|  | 1. července – Frankfurt n. M. |                          | Španělsko               | 2     |             |             |  |  |            |            |  |  |        |        |
|  |                               | Francie                  | 1                       |       |             |             |  |  |            |            |  |  |        |        |
|  | Portugalsko (p)               | Francie                  | 1                       | 0 (3) |             |             |  |  |            |            |  |  |        |        |
|  | Portugalsko (p)               | 5. července – Hamburk    |                         | 0 (3) |             |             |  |  |            |            |  |  |        |        |
|  | Slovinsko                     | 0 (0)                    |                         |       |             |             |  |  |            |            |  |  |        |        |
|  | Slovinsko                     | 0 (0)                    | Portugalsko             | 0 (3) |             |             |  |  |            |            |  |  |        |        |
|  | 1. července – Düsseldorf      |                          | Portugalsko             | 0 (3) |             |             |  |  |            |            |  |  |        |        |
|  |                               | Francie (p)              | 0 (5)                   |       |             |             |  |  |            |            |  |  |        |        |
|  | Francie                       | Francie (p)              | 0 (5)                   | 1     |             |             |  |  |            |            |  |  |        |        |
|  | Francie                       |                          | 14. července – Berlín   | 1     |             |             |  |  |            |            |  |  |        |        |
|  | Belgie                        | 0                        |                         |       |             |             |  |  |            |            |  |  |        |        |
|  | Belgie                        | 0                        | Španělsko               | 2     |             |             |  |  |            |            |  |  |        |        |
|  | 2. července – Mnichov         |                          | Španělsko               | 2     |             |             |  |  |            |            |  |  |        |        |
|  |                               | Anglie                   | 1                       |       |             |             |  |  |            |            |  |  |        |        |
|  | Rumunsko                      | Anglie                   | 1                       | 0     |             |             |  |  |            |            |  |  |        |        |
|  | Rumunsko                      | 6. července – Berlín     |                         | 0     |             |             |  |  |            |            |  |  |        |        |
|  | Nizozemsko                    | 3                        |                         |       |             |             |  |  |            |            |  |  |        |        |
|  | Nizozemsko                    | 3                        | Nizozemsko              | 2     |             |             |  |  |            |            |  |  |        |        |
|  | 2. července – Lipsko          |                          | Nizozemsko              | 2     |             |             |  |  |            |            |  |  |        |        |
|  |                               | Turecko                  | 1                       |       |             |             |  |  |            |            |  |  |        |        |
|  | Rakousko                      | Turecko                  | 1                       | 1     |             |             |  |  |            |            |  |  |        |        |
|  | Rakousko                      |                          | 10. července – Dortmund | 1     |             |             |  |  |            |            |  |  |        |        |
|  | Turecko                       | 2                        |                         |       |             |             |  |  |            |            |  |  |        |        |
|  | Turecko                       | 2                        | Nizozemsko              | 1     |             |             |  |  |            |            |  |  |        |        |
|  | 30. června – Gelsenkirchen    |                          | Nizozemsko              | 1     |             |             |  |  |            |            |  |  |        |        |
|  |                               | Anglie                   | 2                       |       |             |             |  |  |            |            |  |  |        |        |
|  | Anglie (pp.)                  | Anglie                   | 2                       | 2     |             |             |  |  |            |            |  |  |        |        |
|  | Anglie (pp.)                  | 6. července – Düsseldorf |                         | 2     |             |             |  |  |            |            |  |  |        |        |
|  | Slovensko                     | 1                        |                         |       |             |             |  |  |            |            |  |  |        |        |
|  | Slovensko                     | 1                        | Anglie (p)              | 1 (5) |             |             |  |  |            |            |  |  |        |        |
|  | 29. června – Berlín           |                          | Anglie (p)              | 1 (5) |             |             |  |  |            |            |  |  |        |        |
|  |                               | Švýcarsko                | 1 (3)                   |       |             |             |  |  |            |            |  |  |        |        |
|  | Švýcarsko                     | Švýcarsko                | 1 (3)                   | 2     |             |             |  |  |            |            |  |  |        |        |
|  | Švýcarsko                     |                          |                         | 2     |             |             |  |  |            |            |  |  |        |        |
|  | Itálie                        | 0                        |                         |       |             |             |  |  |            |            |  |  |        |        |
|  | Itálie                        | 0                        |                         |       |             |             |  |  |            |            |  |  |        |        |

### Osmifinále
| 29. června 2024 18:00  |       |        |                                                                  |
| Švýcarsko              | 2 : 0 | Itálie | Olympiastadion, Berlín diváci: 68 172 rozhodčí: Szymon Marciniak |
| Freuler 37' Vargas 46' |       |        | Olympiastadion, Berlín diváci: 68 172 rozhodčí: Szymon Marciniak |

| 29. června 2024 21:00          |       |        |                                                                    |
| Německo                        | 2 : 0 | Dánsko | Westfalenstadion, Dortmund diváci: 61 612 rozhodčí: Michael Oliver |
| Havertz 53' (pen.) Musiala 68' |       |        | Westfalenstadion, Dortmund diváci: 61 612 rozhodčí: Michael Oliver |

| 30. června 2024 18:00     |             |             |                                                                           |
| Anglie                    | 2 : 1 (pp.) | Slovensko   | Arena AufSchalke, Gelsenkirchen diváci: 47 244 rozhodčí: Halil Umut Meler |
| Bellingham 90+5' Kane 91' |             | 25' Schranz | Arena AufSchalke, Gelsenkirchen diváci: 47 244 rozhodčí: Halil Umut Meler |

| 30. června 2024 21:00                      |       |                      |                                                                             |
| Španělsko                                  | 4 : 1 | Gruzie               | Cologne Stadium, Kolín nad Rýnem diváci: 42 233 rozhodčí: François Letexier |
| Rodri 39' Fabián 51' Williams 75' Olmo 83' |       | 18' (vl.) Le Normand | Cologne Stadium, Kolín nad Rýnem diváci: 42 233 rozhodčí: François Letexier |

| 1. července 2024 18:00 |       |        |                                                                    |
| Francie                | 1 : 0 | Belgie | Düsseldorf Arena, Düsseldorf diváci: 46 810 rozhodčí: Glenn Nyberg |
| Vertonghen 85' (vl.)   |       |        | Düsseldorf Arena, Düsseldorf diváci: 46 810 rozhodčí: Glenn Nyberg |

| 1. července 2024 21:00 |             |           |                                                                                |
| Portugalsko            | 0 : 0 (pp.) | Slovinsko | Frankfurt Arena, Frankfurt nad Mohanem diváci: 46 576 rozhodčí: Daniele Orsato |
| Ronaldo 105'           |             |           | Frankfurt Arena, Frankfurt nad Mohanem diváci: 46 576 rozhodčí: Daniele Orsato |

|                            |       | Penaltový rozstřel     |  |
| Ronaldo Fernandes B. Silva | 3 : 0 | Iličić Balkovec Verbič |  |

| 2. července 2024 18:00 |       |                            |                                                                      |
| Rumunsko               | 0 : 3 | Nizozemsko                 | Fußball Arena München, Mnichov diváci: 65 012 rozhodčí: Felix Zwayer |
|                        |       | 20' Gakpo 83', 90+3' Malen | Fußball Arena München, Mnichov diváci: 65 012 rozhodčí: Felix Zwayer |

| 2. července 2024 21:00 |       |                 |                                                                    |
| Rakousko               | 1 : 2 | Turecko         | Leipzig Stadium, Lipsko diváci: 38 305 rozhodčí: Artur Soares Dias |
| Gregoritsch 66'        |       | 1', 59' Demiral | Leipzig Stadium, Lipsko diváci: 38 305 rozhodčí: Artur Soares Dias |

### Čtvrtfinále
| 5. července 2024 18:00 |             |           |                                                                    |
| Španělsko              | 2 : 1 (pp.) | Německo   | Stuttgart Arena, Stuttgart diváci: 54 000 rozhodčí: Anthony Taylor |
| Olmo 51' Merino 119'   |             | 89' Wirtz | Stuttgart Arena, Stuttgart diváci: 54 000 rozhodčí: Anthony Taylor |

| 5. července 2024 21:00 |             |         |                                                                   |
| Portugalsko            | 0 : 0 (pp.) | Francie | Volksparkstadion, Hamburk diváci: 47 789 rozhodčí: Michael Oliver |
|                        |             |         | Volksparkstadion, Hamburk diváci: 47 789 rozhodčí: Michael Oliver |

|                               |       | Penaltový rozstřel                      |  |
| Ronaldo B. Silva Félix Mendes | 3 : 5 | Dembélé Fofana Koundé Barcola Hernández |  |

| 6. července 2024 18:00 |             |            |                                                                      |
| Anglie                 | 1 : 1 (pp.) | Švýcarsko  | Düsseldorf Arena, Düsseldorf diváci: 46 907 rozhodčí: Daniele Orsato |
| Saka 80'               |             | 75' Embolo | Düsseldorf Arena, Düsseldorf diváci: 46 907 rozhodčí: Daniele Orsato |

|                                               |       | Penaltový rozstřel           |  |
| Palmer Bellingham Saka Toney Alexander-Arnold | 5 : 3 | Akanji Schär Shaqiri Amdouni |  |

| 6. července 2024 21:00       |       |             |                                                                |
| Nizozemsko                   | 2 : 1 | Turecko     | Olympiastadion, Berlín diváci: 70 091 rozhodčí: Clément Turpin |
| de Vrij 70' Müldür 76' (vl.) |       | 35' Akaydin | Olympiastadion, Berlín diváci: 70 091 rozhodčí: Clément Turpin |

### Semifinále
| 9. července 2024 21:00 |       |               |                                                                       |
| Španělsko              | 2 : 1 | Francie       | Fußball Arena München, Mnichov diváci: 62 042 rozhodčí: Slavko Vinčić |
| Yamal 21' Olmo 25'     |       | 9' Kolo Muani | Fußball Arena München, Mnichov diváci: 62 042 rozhodčí: Slavko Vinčić |

| 10. července 2024 21:00 |       |                               |                                                                  |
| Nizozemsko              | 1 : 2 | Anglie                        | Westfalenstadion, Dortmund diváci: 60 926 rozhodčí: Felix Zwayer |
| Simons 7'               |       | 18' (pen.) Kane 90+1' Watkins | Westfalenstadion, Dortmund diváci: 60 926 rozhodčí: Felix Zwayer |

### Finále
| 14. července 2024 21:00    |       |            |                                                                   |
| Španělsko                  | 2 : 1 | Anglie     | Olympiastadion, Berlín diváci: 65 600 rozhodčí: François Letexier |
| Williams 47' Oyarzabal 86' |       | 73' Palmer | Olympiastadion, Berlín diváci: 65 600 rozhodčí: François Letexier |

## Statistiky hráčů

### Střelci

#### 3 góly
- Harry Kane
- Georges Mikautadze
- Jamal Musiala
- Cody Gakpo
- Dani Olmo
- Ivan Schranz

#### 2 góly
- Jude Bellingham
- Niclas Füllkrug
- Kai Havertz
- Florian Wirtz
- Donyell Malen
- Răzvan Marin
- Fabián Ruiz
- Nico Williams
- Breel Embolo
- Merih Demiral

#### 1 gól
- Nedim Bajrami
- Klaus Gjasula
- Qazim Laçi
- Marko Arnautović
- Christoph Baumgartner
- Michael Gregoritsch
- Marcel Sabitzer
- Romano Schmid
- Gernot Trauner
- Kevin De Bruyne
- Youri Tielemans
- Andrej Kramarić
- Luka Modrić
- Lukáš Provod
- Patrik Schick
- Tomáš Souček
- Christian Eriksen
- Morten Hjulmand
- Cole Palmer
- Bukayo Saka
- Ollie Watkins
- Randal Kolo Muani
- Kylian Mbappé
- Chviča Kvaracchelija
- Emre Can
- İlkay Gündoğan
- Kevin Csoboth
- Barnabás Varga
- Nicolò Barella
- Alessandro Bastoni
- Mattia Zaccagni
- Memphis Depay
- Xavi Simons
- Stefan de Vrij
- Wout Weghorst
- Adam Buksa
- Robert Lewandowski
- Krzysztof Piątek
- Francisco Conceição
- Bruno Fernandes
- Bernardo Silva
- Denis Drăguș
- Nicolae Stanciu
- Scott McTominay
- Luka Jović
- Ondrej Duda
- Erik Janža
- Žan Karničnik
- Dani Carvajal
- Mikel Merino
- Álvaro Morata
- Mikel Oyarzabal
- Rodri
- Ferran Torres
- Lamine Yamal
- Michel Aebischer
- Kwadwo Duah
- Remo Freuler
- Dan Ndoye
- Xherdan Shaqiri
- Ruben Vargas
- Samet Akaydin
- Kerem Aktürkoğlu
- Hakan Çalhanoğlu
- Arda Güler
- Mert Müldür
- Cenk Tosun
- Mykola Šaparenko
- Roman Jaremčuk

#### 1 vlastní gól
- Klaus Gjasula (proti Chorvatsku)
- Maximilian Wöber (proti Francii)
- Jan Vertonghen (proti Francii)
- Robin Hranáč (proti Portugalsku)
- Antonio Rüdiger (proti Skotsku)
- Riccardo Calafiori (proti Španělsku)
- Donyell Malen (proti Rakousku)
- Robin Le Normand (proti Gruzii)
- Samet Akaydin (proti Portugalsku)
- Mert Müldür (proti Nizozemsku)

### Disciplína
Hráč byl automaticky suspendován na další zápas za následující přestupky:
- Obdržení červené karty (v případě závažných přestupků mohlo být pozastavení činnosti na červenou kartu prodlouženo).
- Obdržení dvou žlutých karet ve dvou různých zápasech; platnost žlutých karet skončila po skončení čtvrtfinále (pozastavení žlutých karet se nepřevádělo do dalších mezinárodních zápasů)

Vyloučení si během turnaje vysloužili tito hráči:
| Hráč                | Suspendace | Suspendován pro zápas(y)                                    |
| ------------------- | --- | ----------------------------------------------------------- |
| Giorgi Loria        | v kvalifikaci proti Řecku (26. března 2024)                                                                                   | Skupina F proti Turecku (zápasový den 1; 18. června 2024)   |
| Ryan Porteous       | ve Skupině A proti Německu (zápasový den 1; 14. června 2024)                                                                  | Skupina A proti Švýcarsku (zápasový den 2; 19. června 2024) |
| Mirlind Daku        | Protistátní skandování proti Srbsku a Severní Makedonii v zápase Skupině B proti Chorvatsku (zápasový den 2; 19. června 2024) | Skupina B proti Španělsku (zápasový den 3; 24. června 2024) |
| Rodri               | ve Skupině B proti Chorvatsku (zápasový den 1; 15. června 2024) ve Skupině B proti Itálii (zápasový den 2; 20. června 2024)   | Skupina B proti Albánii (zápasový den 3; 24. června 2024)   |
| Abdülkerim Bardakcı | ve Skupině F proti Gruzii (zápasový den 1; 18. června 2024) ve Skupině F proti Portugalsku (zápasový den 2; 22. června 2024)  | Skupina F proti Česku (zápasový den 3; 26. června 2024)     |
| Rafael Leão         | ve Skupině F proti Česku (zápasový den 1; 18. června 2024) ve Skupině F proti Turecku (zápasový den 2; 22. června 2024)       | Skupina F proti Gruzii (zápasový den 3; 26. června 2024)    |
| Dodi Lukebakio      | ve Skupině E proti Slovensku (zápasový den 1; 17. června 2024) ve Skupině E proti Rumunsku (zápasový den 2; 22. června 2024)  | Skupina E proti Ukrajině (zápasový den 3; 26. června 2024)  |
| Jonathan Tah        | ve Skupině A proti Skotsku (zápasový den 1; 14. června 2024) ve Skupině A proti Švýcarsku (zápasový den 3; 23. června 2024)   | Osmifinále proti Dánsku (29. června 2024)                   |
| Silvan Widmer       | ve Skupině A proti Maďarsku (zápasový den 1; 15. června 2024) ve Skupině A proti Německu (zápasový den 3; 23. června 2024)    | Osmifinále proti Itálii (29. června 2024)                   |
| Riccardo Calafiori  | ve Skupině B proti Albánii (zápasový den 1; 15. června 2024) ve Skupině B proti Chorvatsku (zápasový den 3; 24. června 2024)  | Osmifinále proti Švýcarsku (29. června 2024)                |
| Patrick Wimmer      | ve Skupině D proti Polsku (zápasový den 2; 21. června 2024) ve Skupině D proti Nizozemsku (zápasový den 3; 25. června 2024)   | Osmifinále proti Turecku (2. července 2024)                 |
| Morten Hjulmand     | ve Skupině C proti Slovinsku (zápasový den 1; 16. června 2024) ve Skupině C proti Srbsku (zápasový den 3; 25. června 2024)    | Osmifinále proti Německu (29. června 2024)                  |
| Erik Janža          | ve Skupině C proti Srbsku (zápasový den 2; 20. června 2024) ve Skupině C proti Anglii (zápasový den 3; 25. června 2024)       | Osmifinále proti Portugalsku (1. července 2024)             |
| Nicușor Bancu       | ve Skupině E proti Belgii (zápasový den 2; 22. června 2024) ve Skupině E proti Slovensku (zápasový den 3; 26. června 2024)    | Osmifinále proti Nizozemsku (2. července 2024)              |
| Antonín Barák       | ve Skupině F proti Turecku (zápasový den 3; 26. června 2024)                                                                  | Suspendace byla udělena mimo turnaj                         |
| Tomáš Chorý         | ve Skupině F proti Turecku (zápasový den 3; 26. června 2024)                                                                  | Suspendace byla udělena mimo turnaj                         |
| Anzor Mekvabišvili  | ve Skupině F proti Česku (zápasový den 2; 22. června 2024) ve Skupině F proti Portugalsku (zápasový den 3; 26. června 2024)   | Osmifinále proti Španělsku (30. června 2024)                |
| Samet Akaydin       | ve Skupině F proti Portugalsku (zápasový den 2; 22. června 2024) ve Skupině F proti Česku (zápasový den 3; 26. června 2024)   | Osmifinále proti Rakousku (2. července 2024)                |
| Hakan Çalhanoğlu    | ve Skupině F proti Gruzii (zápasový den 1; 18. června 2024) ve Skupině F proti Česku (zápasový den 3; 26. června 2024)        | Osmifinále proti Rakousku (2. července 2024)                |
| Marc Guéhi          | ve Skupině C proti Slovinsku (zápasový den 3; 25. června 2024) v Osmifinále proti Slovensku (30. června 2024)                 | Čtvrtfinále proti Švýcarsku (6. července 2024)              |
| Adrien Rabiot       | ve Skupině D proti Polsku (zápasový den 3; 25. června 2024) v Osmifinále proti Belgii (1. července 2024)                      | Čtvrtfinále proti Portugalsku (5. července 2024)            |
| Matjaž Kek (trenér) | v Osmifinále proti Portugalsku (1. července 2024)                                                                             | Suspendace byla udělena mimo turnaj                         |
| Orkun Kökçü         | ve Skupině F proti Česku (zápasový den 3; 26. června 2024) v Osmifinále proti Rakousku (2. července 2024)                     | Čtvrtfinále proti Nizozemsku (6. července 2024)             |
| İsmail Yüksek       | ve Skupině F proti Česku (zápasový den 3; 26. června 2024) v Osmifinále proti Rakousku (2. července 2024)                     | Čtvrtfinále proti Nizozemsku (6. července 2024)             |
| Merih Demiral       | Pozdrav Šedých vlků v Osmifinále proti Rakousku (2. července 2024)                                                            | Čtvrtfinále proti Nizozemsku (6. července 2024)             |
| Robin Le Normand    | ve Skupině B proti Itálii (zápasový den 2; 20. června 2024) ve Čtvrtfinále proti Německu (5. července 2024)                   | Semifinále proti Francii (9. července 2024)                 |
| Dani Carvajal       | ve Čtvrtfinále proti Německu (5. července 2024)                                                                               | Semifinále proti Francii (9. července 2024)                 |
| Bertuğ Yıldırım     | v Čtvrtfinále proti Nizozemsku (6. července 2024)                                                                             | Suspendace byla udělena mimo turnaj                         |

1. ↑  Daku byl potrestán zákazem činnosti na dva zápasy, přičemž druhý zápas z tohoto trestu si odpykal mimo turnaj.
2. ↑  Demiral byl potrestán zákazem činnosti na dva zápasy, Turecko vypadlo ve čtvrtfinále, tudíž si Demiral zbytek trestu odpykal mimo turnaj.

## Marketing

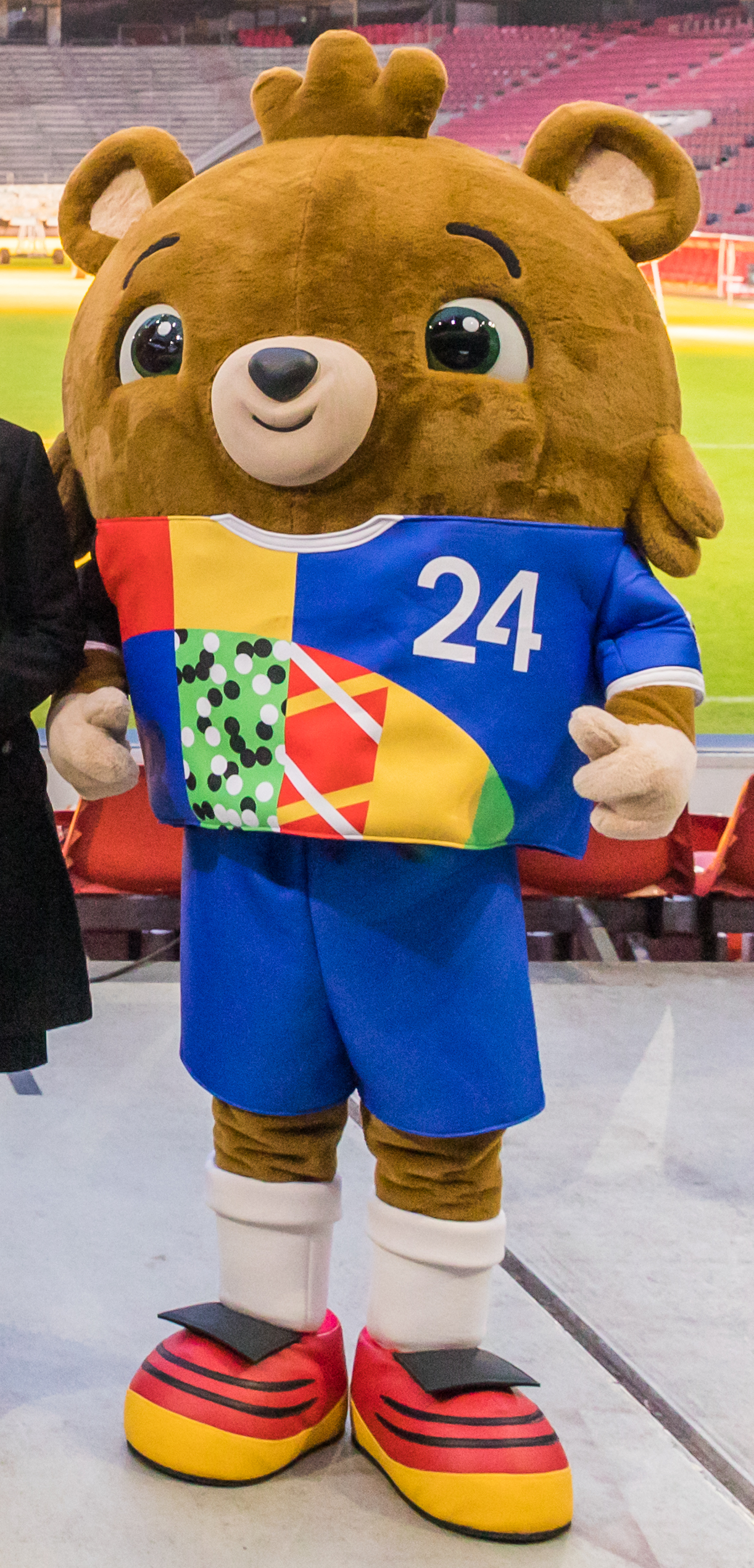
Maskot turnaje

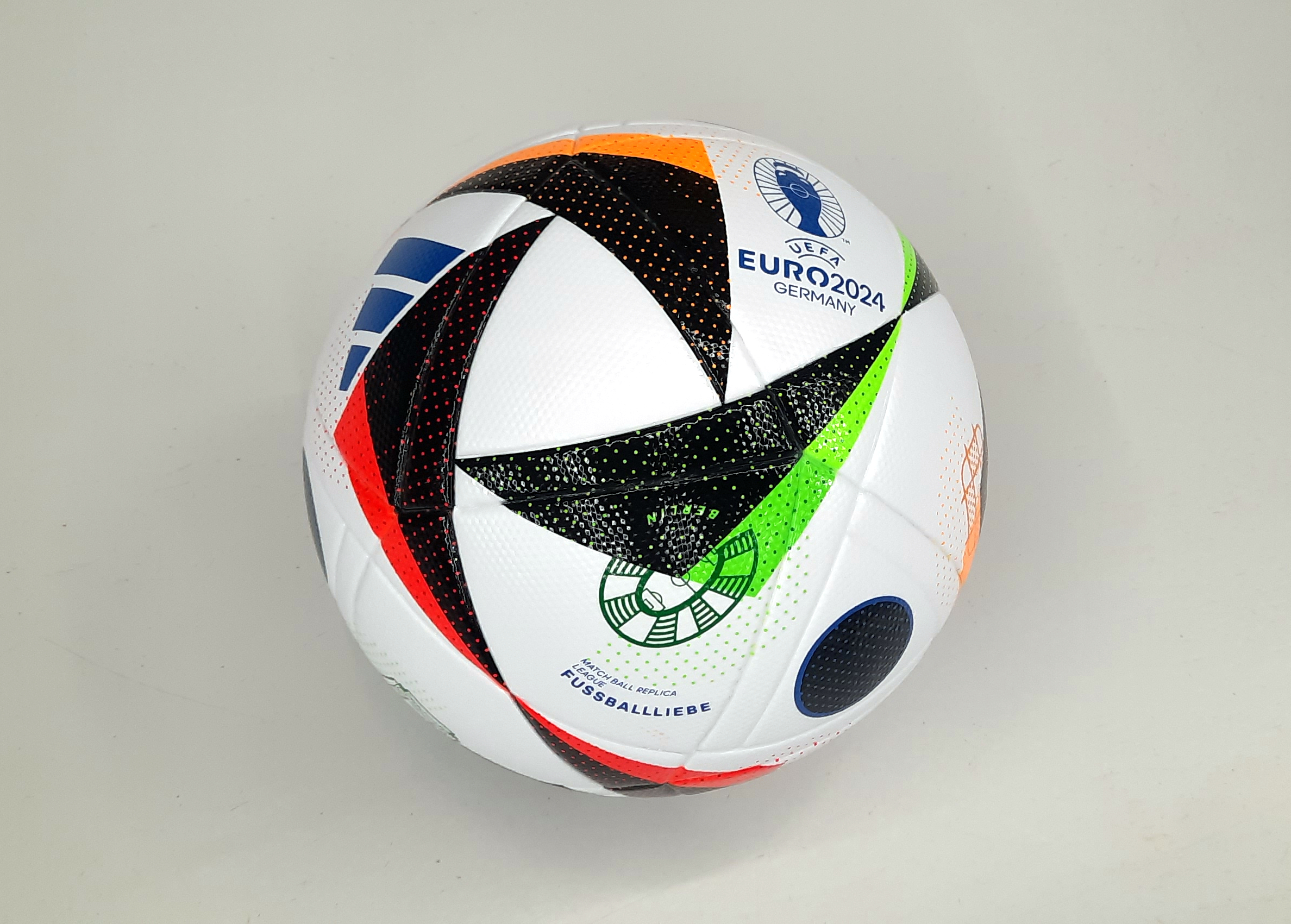
míč

Oficiální logo bylo představeno 5. října 2021 na ceremoniálu v Berlíně. Logo zobrazuje Pohár Henri Delaunaye, trofej pro vítěze, na jeho pozadí je umělecké ztvárnění Olympiastadionu Berlín. Vlastní loga mají také jednotlivá hostující města. Maskotem je medvěd Albärt. Oficiální písní je skladba Fire od italské hudební skupiny Meduza, americké pop-rockové kapely OneRepublic a německé zpěvačky Leony.
Vysílací práva k turnaji si zakoupilo přes 130 mediálních organizací z celého světa. Z důvodu nezájmu vysílatelů nebude turnaj vysílán v 4K UHD, nativně bude produkován ve formátu 1080p HD HDR. V České republice mají vysílací práva Česká televize a Český rozhlas.
Poprvé v historii turnaje bude použita virtuální reklama, dlouhodobě se objevující v jiných sportech, kde diváci přímo na stadionu vidí opravdovou reklamu, která tam byla nainstalována, televizním divákům jsou však promítány reklamy virtuální, lišící se podle jejich lokace. Pořadatel nabídl inzerentům kromě globálních reklam i lokální balíčky zaměřené na Německo, Čínu a Spojené státy. Globálními sponzory jsou Adidas, Alibaba Group, Atos, Betano, Booking.com, BYD Auto, Coca-Cola, Engelbert Strauss, Hisense, Lidl, Visit Qatar a Vivo.